# Bernd Marcus
Bernd Marcus (* 1964) ist ein deutscher Wirtschaftswissenschaftler und Psychologe.

## Leben
Er erwarb 1995 den Abschluss als Dipl. oec. an der Universität Hohenheim und war danach dort wissenschaftlicher Mitarbeiter am Lehrstuhl für Psychologie. Nach der Promotion 2000 an der Universität Hohenheim zum Dr. oec. arbeitete er an der Universität Tübingen, in der Privatwirtschaft in Berlin und an der TU Chemnitz. Nach der Habilitation 2004 im Fach Psychologie in Chemnitz lehrte er von 2005 bis 2007 als Assistant Professor for Industrial and Organizational Psychology an der University of Western Ontario. Von 2007 bis 2016 lehrte er als Professor für Arbeits- und Organisationspsychologie an der Fernuniversität Hagen. Seit 2016 ist er Inhaber des Lehrstuhls ABWL: Organisations- und Personalpsychologie in Rostock.

## Schriften (Auswahl)
- Kontraproduktives Verhalten im Betrieb. Eine individuumsbezogene Perspektive. Göttingen 2000, ISBN 3-8017-1385-7.
- Personalpsychologie. Wiesbaden 2011, ISBN 978-3-531-16723-7.
- Einführung in die Arbeits- und Organisationspsychologie. Wiesbaden 2011, ISBN 978-3-531-16724-4.